# فوسفات البوتاسيوم
فوسفات البوتاسيوم مركب كيميائي لاعضوي يتألف من عناصر الفوسفور والأكسجين والبوتاسيوم، وله الصيغة K3PO4، ويوجد على شكل مسحوق بلوري أبيض، ويوجد غالباً متبلوراً مع الماء، إما على شكل ثلاثي أو سباعي أو تساعي هيدرات.

## التحضير
يحضر المركب من تفاعل فوسفات الأمونيوم مع كلوريد البوتاسيوم:
{\displaystyle {\ce {(NH4)3PO4 + 3KCl -> K3PO4 + 3NH4Cl}}}

## الخواص
يوجد المركب في الشروط القياسية على شكل مسحوق بلوري أبيض اللون، وهو يتسيّل بسهوله لامتصاصه الماء؛ كما يذوب بشكل جيد في الماء. للمركب صفات قاعدية قوية.

## الاستخدامات
يستخدم فوسفات البوتاسيوم في المجال البحثي العلمي حفازاً لبعض تفاعلات الاصطناع العضوي.